# Maiken Bent
Maiken Bent (døbt Maiken Bent Andersen) (født 19. marts 1980) er en dansk billedkunstner.
Hun bor og arbejder i København. Maiken Bent er et nyt skud på stammen indenfor moderne dansk kunst.

## Solo udstillinger

### 2009
- Every Room has a Smell, IMO, Copenhagen

### 2008
- Priciples of Pain and Pleasure, bendixen contemporary art, Copenhagen

### 2007
- Maiken Bent & Torben Ribe (with Torben Ribe), Morsø Kunstforening, Nyk. M.

### 2005
- Total 2005 bling-bling, Q, Copenhagen
- Ladies en Suite (with Nanna Starck), RACA, Copenhagen

## Gruppe udstillinger

### 2010
- Facon, Plads & Kulør – 4,24 m2, Rundetårn, Copenhagen
- Dansk/Svenskt, Malmö Gallerinatt, Malmö
- DEN SOM BØJER SIG HAR TABT, Backyard Gallery, Copenhagen
- En hilsen til Ib Gertsen, Danske Grafikeres Hus, Copenhagen
- Odense Kunsthal, Odense Kunsthal, Odense

### 2009
- Forschungsbericht, COCO (Contemporary Concerns), Vienna
- Kontrapunkt II – Esbjerg Kunstmuseum, Esbjerg
- UPDATE – Kunsthal Nord, AAlborg
- LYST – Overgaden, Institute of Contemporary Art, Copenhagen
- Den Permanente – Irma Mørch Gallery, Copenhagen
- Happy New Year(s) – bendixen contemporary art, Copenhagen

### 2008
- We Came in Search of Immortality, but Found Reality, Golden Enterprise –
- Overgaden, Institute of Contemporary Art, Copenhagen

### 2007
- Invited to invite – Henningsen Contemporary, Copenhagen
- Match Race -Modernistic remix between now and then -
- Nordjyllands Kunstmuseum, Aalborg
- Form Matters – Kirkhoff, Copenhagen
- Magtdemonstrationer på Kronborg – Kronborg Slot, Helsingor
- Gamle mænd med yngre kvinder – AC Weinberger, Copenhagen

### 2006
- Artists´Choice – Bendixen Contemporary Art, Copenhagen
- Golden Enterprise – Koh-i-noor, Copenhagen
- Boisterous – ANDERSEN_S Contemporary Art, Copenhagen
- Exit 06 – Kunstforeningen Gl. Strand, Copenhagen
- Fabrik Selvsving – Showroom, Copenhagen
- Add X to (n) – Museet for Samtidskunst, Roskilde

### 2004
- KRAT – Frederiksberg Have, Copenhagen
- KUAKA – Udstillingsstedet Q, Copenhagen
- HOHOT – Det indre Mongoliet, Hohot

### 2003 /2002 / 2000 / 1999
- FORMSKRIFT – Udstillingsstedet Q, Copenhagen
- HYG – Udstillingsstedet Under Dybbølsbro, Copenhagen
- KONNEKTER BERLIN, Berlin
- En Progresso, Barcelona

## Udmærkelser & priser

### 2010
- Grosserer L. F. Foghs Fond
- Scholarship, The Danish Arts Foundation

### 2009
- Ragnvald & Ida Blix Fonden
- The Danish Arts Council´s Committee for Visual Arts
- The Danish Arts Council´s Committee for Visual Arts
- Scholarship, The Danish Arts Foundation

### 2008
- Artist in Residence, Berlin – The Danish Arts Council´s
- Committee for Visual Arts
- The Danish Arts Council´s Committee for Visual Arts
- Beckett Fonden

### 2007
- De Bielkeske Legater
- Ragnvald & Ida Blix Fonden
- The Danish Arts Council´s Committee for Visual Arts
- Scholarship, The Danish Arts Foundation

### 2006
- Frøken Marie Månssons Legat